# キキーモラ (リャードフ)
『キキーモラ』（ロシア語: Кикимора）作品63はアナトーリ・リャードフが作曲した管弦楽曲。副題は『管弦楽のための民話』（Народное сказание）。1909年の作曲。演奏時間は約8分。

## 概要
作品番号が一つ前の『魔法にかけられた湖』（作品62）同様、未完に終わったオペラ『シンデレラ』（Золушка）のための楽想を用いて作曲された。標題はサーハロフが1849年に著した『ロシア民間説話集』から採られている。同じスラヴ神話を題材にした『バーバ・ヤガー』の続編とも言える作品。

## 初演
1909年12月12日にアレクサンドル・ジロティの指揮によりサンクトペテルブルクで初演された。

## 編成
ピッコロ、フルート2、オーボエ2、コーラングレ、クラリネット2、バス・クラリネット、ファゴット2、ホルン4、トランペット2、ティンパニ、チェレスタ、木琴、弦五部

## 構成

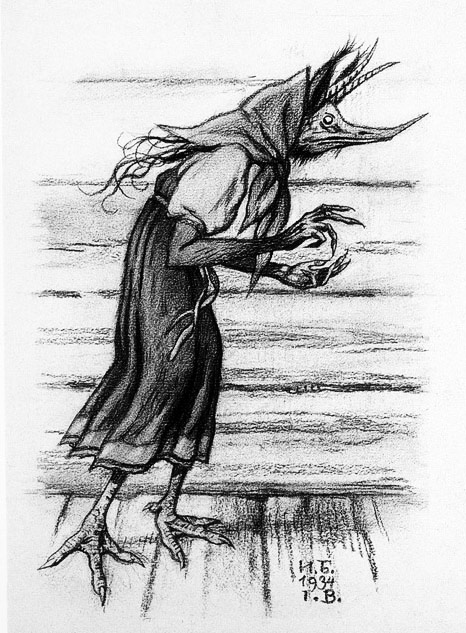
Kikimora（イヴァン・ビリビン画）

スコアに引用された標題は次のとおり。
キキーモラは、岩山に住む魔法使いの許で育っている。おしゃべりな雄猫が、朝から晩までキキーモラのために子守歌を歌い、異国の物語を語っている。夕方から夜明けまで、キキーモラは水晶の揺り籠の中であやされる。
7年経って、キキーモラは大人になる。彼女はとても痩せていて真っ黒で、頭は指先程の大きさで、体は藁よりも細い。昼の間は足を鳴らし、大声をあげ、夕方になると口笛を吹き、舌を鳴らする。真夜中になると夜明けまで大麻を紡ぐ。全ての人間に対し悪意を抱いている。
曲は二部構成で、標題を忠実に追っている。
アダージョ
曲は「岩山の魔法使いの住家」を表す低弦の響きで始まる。続いてコーラングレに民謡的な「おしゃべりな雄猫の子守歌」の旋律が現れる。これはオペラの中では、家の精が歌う子守歌として作曲されたもの。この旋律はピッコロ、オーボエで奏されるキキーモラの主題で中断され、冒頭の雰囲気に戻る。もう一度、子守歌、キキーモラの主題の順で演奏され、チェレスタで「水晶の揺り籠」が表現されて第一部を終える。
プレスト
急速なスケルツォ。ヴァイオリンの細かな動きやピッコロ、木琴で落ち着かないキキーモラを表現する。最後はコントラバスのピッツィカートとピッコロの高音を対照させて曲を終わる。